# Abel Apigo

Wappen von Apigo

Abel Cahiles Apigo (* 21. Mai 1968 in Calinan, Davao City, Philippinen) ist ein philippinischer Geistlicher und römisch-katholischer Bischof von Mati.

## Leben
Abel Apigo empfing am 18. April 1994 durch den Erzbischof von Davao, Antonio Lloren Mabutas, das Sakrament der Priesterweihe.
Am 10. Februar 2018 ernannte ihn Papst Franziskus zum Bischof von Mati. Der Erzbischof von Davao, Romulo Geolina Valles, spendete ihm am 24. April desselben Jahres die Bischofsweihe; Mitkonsekratoren waren der Bischof von Digos, Guillermo Dela Vega Afable, und der Bischof von Ipil, Julius Sullan Tonel. Die Amtseinführung erfolgte einen Tag später.